# 古今亭志ん朝
三代目 古今亭 志ん朝（ここんてい しんちょう、1938年3月10日 - 2001年10月1日）は、東京都文京区本駒込出身の落語家。本名：美濃部 強次（みのべ きょうじ）。出囃子は『老松』。定紋は『鬼蔦』。
五代目古今亭志ん生の次男。十代目金原亭馬生の弟、女優の池波志乃は姪、俳優の中尾彬は義甥にあたる。
七代目立川談志、五代目三遊亭圓楽、五代目春風亭柳朝と共に、若手真打の頃から東京における『落語若手四天王』と呼ばれた。他に、同世代噺家の中では『東の志ん朝、西の枝雀』と称される。
なお、後述の通り、「古今亭志ん朝」を名乗った人物は他に2人いるが、いずれも名乗った期間が極めて短い。そのため、単に「古今亭志ん朝」とした場合、三代目（真打昇進から没するまで40年以上にわたって「志ん朝」を名乗り続けた）を指すことがほとんどである。

## 来歴・人物

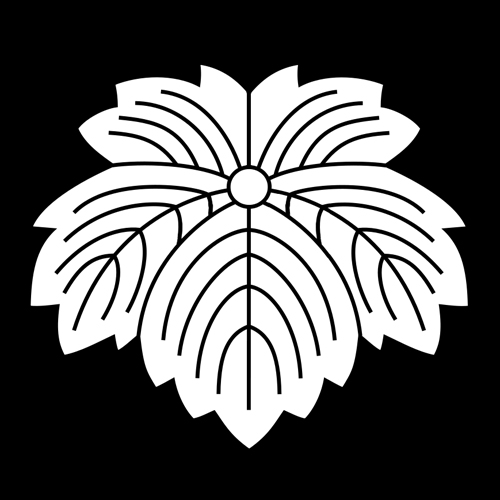
古今亭志ん朝定紋「鬼蔦」

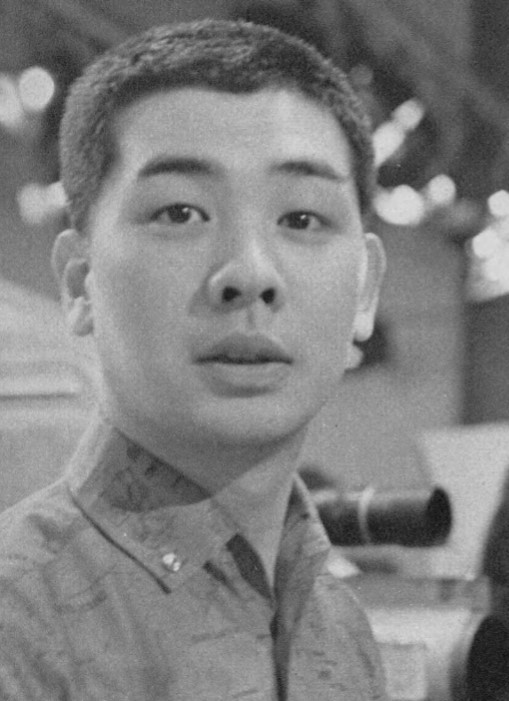
『小説倶楽部』1962年6月号より

強次（きょうじ）の名は一時期の父の師匠初代柳家三語楼が出生日の陸軍記念日に因んで命名したとされている。
獨協高等学校でドイツ語を学んだ。当初は外交官になるという夢があり、後には毎年弟子を連れて大好きなドイツへ旅行に行った。当初は役者を志しており、噺家になる意志はなかったが、志ん生から「歌舞伎役者は親が役者でないと上に行けないが噺家は扇子一本で偉くなれる。」と説得され入門した。父の志ん生に入門してから5年目という異例のスピードで真打に昇進し、主に八代目桂文楽の演じ方を基調としながら、のちに六代目笑福亭松鶴に心酔して豪胆さを修学し、名実共に大看板として人気を博した。若い頃はテレビ出演も多く、喜劇俳優としての仕事もあったが、後にはタレント的な活動をセーブして本業の落語家としての活動に注力した。独演会のチケットはすぐに完売するほどの人気であり、古典芸能の住吉踊りを復興させたことでも有名である。
同業者からの評価も非常に高く、若手の頃の志ん朝を指して八代目桂文楽は「圓朝を襲名出来るのはこの人」と父志ん生に述べた。圓朝は落語界では誰も継げない止め名であり、文楽はそれほどに志ん朝を買っていた。入門から5年目の真打昇進は文楽の鶴の一声によるものだった。志ん朝の晩年に七代目立川談志は「金を払って聞く価値のあるのは志ん朝だけ」と語っていた。しかし談志は評価する一方、先輩の自分より先に真打ち昇進した事については快く思わず、志ん朝真打ち披露公演を休演していた。それが談志を奮起させた。
一部のファンや水谷良重（水谷八重子（2代目））、寺田農などの親しい俳優仲間からは「朝（チョウ）様」の愛称で呼ばれた。また、長らく新宿区早稲田鶴巻町に居を構えていたが、その後新宿区矢来町に転居し、以後一部では「矢来町」という呼び名でも親しまれた。
落語家としては初めて高級外車を乗り回したり、豪邸を建てたりしたことで知られる。しかし前者に関しては父・志ん生から猛反対され、後者では男性週刊誌記者から「落語家が豪邸を建てるとは何事か」「長屋住まいを続け金に執着しない八代目林家正蔵（林家彦六）を見習え」と非難されたりと風当たりは強かった。しかし彦六の弟子の初代林家木久蔵（現：林家木久扇）は「これからの若手が経済面で手本とすべき存在」と高く評価している。
所有車としてはアルファロメオ1600ジュリア・スパイダーが知られている。レースも好きであったらしく、モータージャーナリストの徳大寺有恒がある年のル・マン24時間レースに赴いた際、来場している志ん朝に気付き、わざわざフランスに観戦に来たのか問うと「そうです」と答えたという。
一方では、客入りの良くない名古屋の大須演芸場を守る足立席亭 の心意気に感じて、1991年から毎年独演会を行った。大阪では道頓堀角座に初めて出演した時、落語が受けなかったので漫談を高座に掛けて大いに受けた。ところが支配人から「漫談ではなく落語をしてもらうために呼んだのだ」と注意され、以降は落語をきっちり演じるようになった。大阪の客に東京の落語が受け入れられるまで5年かかったが、大阪の街を心から愛するようになったという。大阪の定宿としていた千日前の旧・上方旅館の女将の葬儀で、関西のしきたりで一番重要な“止め焼香”を遺族に懇願されて行ったりもした。旅館を建て替えて設立されたトリイホールは、上方噺家のみならず、志ん朝一門など東京の噺家も“大阪で定席を打てるホール”として2020年3月の閉館まで活用された。生前の志ん朝も「死ぬまでここでやる」と、大いに喜んだという。
落語以外にも、佃煮・ふりかけ「錦松梅」のCMキャラクターとしても有名で、「中身もいいけど、器もいいねえ」というCM中のセリフを、高座では他の色々なものに置き換えて「器はいいけど、中身は…」などと一種のセルフパロディに仕立ててよくネタにしていた。この他麦茶や紙おむつのテレビCMに出演。
二ツ目時代に身の回りに不運が続いたため、信心が足りないと母に言われて谷中の寺に守り本尊としている虚空蔵菩薩へのお参りに出向いたところ、その寺の住職に、虚空蔵菩薩の使いは鰻であるので、菩薩の命日である13日は鰻断ちするよう勧められた。しかし、13日だけなんて勝手な話は無いと、以来40年以上に渡り大好物であった鰻を断った。鰻については、1994年のテレビ朝日『徹子の部屋』出演時、「初めは我慢するのが大変だったが、食べたいと思わなくなった」と語っていたが、最晩年、『ニュースステーション』の「最後の晩餐」コーナーに出演の際には「鰻を死ぬほど食べてみたい」と語っている。癌による死を前に、食べたいものを聞かれた時も「鰻が食べたい」と語ったという。
晩年、時間がない時などは決まって漫談「山田吾一」を高座にかけていた。自分が俳優山田吾一と間違えられるサゲのこの演目はいわゆる自虐ネタであるが、志ん朝が最後に演じた演目でもあった。
所属団体は落語協会で、若手時代には将来の落語協会の大幹部候補としても嘱望されたが、後述する落語協会分裂騒動の際の自身の身の振り方の経緯や、騒動以後は高座に専念し協会内部の政治的なことからは比較的距離を置いていたこともあって、58歳から亡くなるまでの5年間、副会長職を務めるに留まった。
父、兄同様に酒を愛したが長年に渡って糖尿病を患い、時折入院加療していた。
2001年7月の北海道巡業で風邪をひき、精密検査で末期の肝臓がんと判明。最後の高座は2001年8月11～20日までの浅草演芸ホールでの大喜利「住吉踊り」。公演途中の14日から緊急入院していたが、病院から寄席に出演し続けた。その後、急性肺炎や糖尿病による休養と宣言をし治療に専念していた。

## 死去
2001年10月1日10時50分、肝臓がんのため妻、姉、弟子たちに看取られ、自宅で死去した。63歳没。直前まで寄席に出演していた志ん朝の突然の訃報は落語関係者のみならずファンにも大きな衝撃を与えた。落語芸術協会の寄席の楽屋も静まり返ったという。
通夜には俳優の北大路欣也や黒柳徹子らが参列し、志ん朝の死化粧を海老名美どりが自宅の化粧道具を持参し、執り行った。告別式は、10月6日13時より護国寺桂昌殿で落語協会葬として営まれ、関係者・ファンなど2500名以上が訪れ、その死を悼んだ。遺影は、村松友視と対談時に撮影された洋装で帽子をかぶり頬に手を当て微笑むもので、出棺の音楽は当人がカラオケで良く歌ったというサザンオールスターズの「栞のテーマ」が使われ、棺には大切にしていたドイツ語の辞書が納められた。
墓所は、安養山 還国寺（東京都文京区小日向2-19-7）、戒名は「光風院楽誉観月志ん朝居士」。古今亭志ん生（父）、美濃部りん（母）、妻と同じ墓所に眠る。

## 志ん朝に影響を与えた落語家
父である志ん生を尊敬していたが、芸の形を真似しても育った環境も人生経験も全く異なる父の境地に近づく事は不可能と考えていた。8代目桂文楽に注目して噺を丹念に組み立てる方法で自らの芸を構築していった。
六代目三遊亭圓生も敬愛する大先輩であった。1978年5月の落語協会分裂騒動では、志ん朝は一時的に圓生と行動を共にして落語協会脱退を表明している。しかし当初見込みとは異なり、東京都内の落語定席の席亭たちは圓生の新団体に寄席出演を許可しなかった。志ん朝一人だけならば三代目三遊亭金馬のように寄席に出ずに活動することは可能だが、自らの弟子を含む若手の落語家にとって寄席出演は芸を磨くために重要と考え、周囲の説得もあって脱退を撤回した。この時「これからは芸を見てもらう、それしかありません」と決意表明をしている。落語協会の会長であった五代目柳家小さんは当初は復帰組の処罰を検討していたが、新宿末廣亭席亭の北村銀太郎の諌止もあり、香盤を下げずに志ん朝を含む協会復帰組を受け入れた。なお、兄の馬生は騒動に際して志ん朝の行く末を心配し、信頼していた弟子の古今亭志ん駒をサポート役として志ん朝の許に送った。騒動終結後、形式的に志ん駒は馬生門下からは破門という形になり、志ん朝門下に移籍し惣領弟子となった。
大阪の落語家との交流の深さは同世代の東京の落語家の中でも群を抜いていた。六代目笑福亭松鶴に心酔し、自身「大阪の角座に出るたびに追っかけまわした」と証言するほどであった。そんな志ん朝を松鶴も可愛がり、その縁から志ん朝は大阪の寄席にも頻繁に出る機会を得て、大阪の客に受け入れられ芸も上達した。志ん朝にとっては松鶴は芸の恩人であり、遊びを教えてくれたよき先輩でもあった。志ん朝自身、上方落語界復興の苦労話を松鶴から夜を徹して聞かされたのが一番感動した事だと述べている。他には三代目桂春團治・三代目笑福亭仁鶴とは二人会を開くなど親交を深めた。特に春團治とは共に親が落語家であったこともあり双方とも格別の思い入れがあった。二人会になると文字通りの真剣勝負で、二人とも気合いの入った高座となった。立川談志との若手時代からのライバル関係は有名であり、志ん朝に真打昇進を追い越されたことが、談志が奮起するきっかけになった。
また落語協会分裂騒動では、圓生が三遊落語協会の自らの跡目を志ん朝としたことが、談志が土壇場で新団体参加を断念した大きな要因であったとされている。この件を巡り、談志とは激しい口論になった。談志の芸は「協会離脱後、志ん朝とのライバル関係がなくなったから衰えた」という説を談志の弟子が唱えていたことがある。
林家正蔵は父林家三平の影響ではなく、志ん朝の高座を見た事が落語家を志すきっかけだった。その影響は多大で父みたいな芸風ではなく、志ん朝の様に古典演目に重きを置き、古典中心の高座を展開する。新作落語をやるとしても先輩落語家の新作落語をやり、自分では新作落語は作らない。また特に志ん朝とは彼の晩年、交流が深かった。お互いに人気実力を兼ね備えた先輩落語家を父を持つ共通点がある。

## 経歴

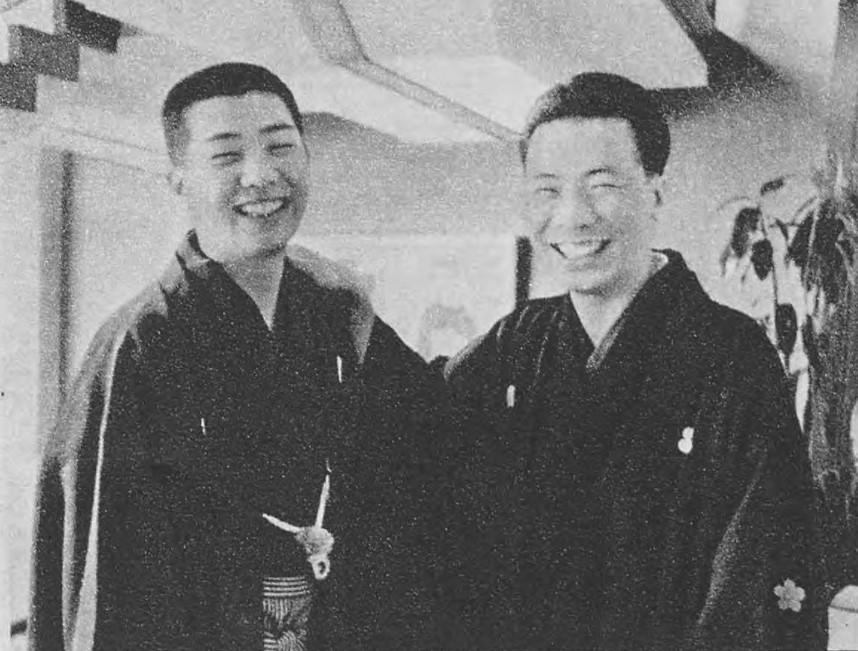
志ん朝と兄の金原亭馬生。1962年3月10日、上野精養軒にて。

1957年2月に実父五代目古今亭志ん生に入門。前座名は朝太。柳家小光と共に2月1日から前座入り。
1959年3月、二ツ目昇進。1961年 NHK『若い季節』レギュラー出演。
1962年3月10日に真打昇進の披露が上野精養軒で開かれ、三代目古今亭志ん朝を襲名した。同月21日から披露興行が行われた。五代目春風亭柳朝も同時に真打に昇進した。抜いた先輩には兄弟子金原亭馬太郎、六代目むかし家今松や三遊亭全生、柳家小ゑん、橘家舛蔵がいた。この年映画『歌う明星・青春がいっぱい』（東映）に初出演。また、フジテレビ『サンデー志ん朝』に司会としてレギュラー出演する。
1978年5月 落語協会分裂騒動で落語協会を脱会し落語三遊協会に参加するが、僅か数日で落語協会に復帰。1990年から1999年まで大須演芸場での独演会を始める。
1996年8月1日、三代目三遊亭圓歌の後任で落語協会副会長就任。兄馬生も1972年から1982年まで落語協会副会長を務めていた。
2001年に芸術選奨文部科学大臣賞受賞。志ん朝没後の副会長には五代目鈴々舎馬風が就任した。

## 弟子

### 一門弟子
- 古今亭志ん駒 - 五代目古今亭志ん生門下から十代目金原亭馬生門下を経て移籍
- 初代古今亭志ん五 - 五代目古今亭志ん生門下から移籍
- 六代目古今亭志ん橋
- 古今亭八朝
- 古今亭志ん輔
- 七代目桂才賀 - 九代目桂文治門下から移籍
- 古今亭右朝
- 七代目古今亭志ん馬 - 六代目古今亭志ん馬門下から移籍

### 移籍
- 古今亭志ん上 - 九代目桂文楽門下に移籍
- 古今亭朝松 - 初代志ん五門下に移籍した後さらに六代目志ん橋門下に移籍

### 色物
- 太田家元九郎（津軽三味線）
- 松旭斎美智（奇術）
- 三代目翁家和楽（太神楽）
- 笑組（漫才） - 志ん朝死後は初代志ん五門下に移籍

### 役者弟子
- 郡正明　-　1964年、志ん朝が初めて自分の弟子としたのは落語家志望者ではなく、役者志望者であった。当時、新宿のジャズ店でアルバイトをしていたところ知り合い役者弟子としたが、本人が結婚後、役者では家族を養えないと廃業した[19]。

### 系図
| 三代目古今亭志ん朝† | 三代目古今亭志ん朝† | 三代目古今亭志ん朝† | 三代目古今亭志ん朝† | 三代目古今亭志ん朝† | 三代目古今亭志ん朝† |  |  | 古今亭志ん駒†       | 古今亭志ん駒†       | 古今亭志ん駒†       | 古今亭志ん駒†       | 古今亭志ん駒†       | 古今亭志ん駒†       |  |  |                    |                    |                    |                    |                    |                    |  |  |                  |                  |                  |                  |                  |                  |
| 三代目古今亭志ん朝† | 三代目古今亭志ん朝† | 三代目古今亭志ん朝† | 三代目古今亭志ん朝† | 三代目古今亭志ん朝† | 三代目古今亭志ん朝† |  |  | 古今亭志ん駒†       | 古今亭志ん駒†       | 古今亭志ん駒†       | 古今亭志ん駒†       | 古今亭志ん駒†       | 古今亭志ん駒†       |  |  |                    |                    |                    |                    |                    |                    |  |  |                  |                  |                  |                  |                  |                  |
|                     |                     |                     |                     |                     |                     |  |  | 初代古今亭志ん五†   |                     |                     |                     |                     |                     |  |  |                    |                    |                    |                    |                    |                    |  |  |                  |                  |                  |                  |                  |                  |
|                     |                     |                     |                     |                     |                     |  |  |                     |                     |                     |                     |                     |                     |  |  |                    |                    |                    |                    |                    |                    |  |  |                  |                  |                  |                  |                  |                  |
|                     |                     |                     |                     |                     |                     |  |  | 六代目古今亭志ん橋† | 六代目古今亭志ん橋† | 六代目古今亭志ん橋† | 六代目古今亭志ん橋† | 六代目古今亭志ん橋† | 六代目古今亭志ん橋† |  |  | 三代目古今亭志ん丸 | 三代目古今亭志ん丸 | 三代目古今亭志ん丸 | 三代目古今亭志ん丸 | 三代目古今亭志ん丸 | 三代目古今亭志ん丸 |  |  |                  |                  |                  |                  |                  |                  |
|                     |                     |                     |                     |                     |                     |  |  | 六代目古今亭志ん橋† | 六代目古今亭志ん橋† | 六代目古今亭志ん橋† | 六代目古今亭志ん橋† | 六代目古今亭志ん橋† | 六代目古今亭志ん橋† |  |  | 三代目古今亭志ん丸 | 三代目古今亭志ん丸 | 三代目古今亭志ん丸 | 三代目古今亭志ん丸 | 三代目古今亭志ん丸 | 三代目古今亭志ん丸 |  |  |                  |                  |                  |                  |                  |                  |
|                     |                     |                     |                     |                     |                     |  |  |                     |                     |                     |                     |                     |                     |  |  | 古今亭志ん陽       | 古今亭志ん陽       | 古今亭志ん陽       | 古今亭志ん陽       | 古今亭志ん陽       | 古今亭志ん陽       |  |  | 古今亭松ぼっくり | 古今亭松ぼっくり | 古今亭松ぼっくり | 古今亭松ぼっくり | 古今亭松ぼっくり | 古今亭松ぼっくり |
|                     |                     |                     |                     |                     |                     |  |  |                     |                     |                     |                     |                     |                     |  |  | 古今亭志ん陽       | 古今亭志ん陽       | 古今亭志ん陽       | 古今亭志ん陽       | 古今亭志ん陽       | 古今亭志ん陽       |  |  | 古今亭松ぼっくり | 古今亭松ぼっくり | 古今亭松ぼっくり | 古今亭松ぼっくり | 古今亭松ぼっくり | 古今亭松ぼっくり |
|                     |                     |                     |                     |                     |                     |  |  |                     |                     |                     |                     |                     |                     |  |  | 五代目古今亭志ん好 |                    |                    |                    |                    |                    |  |  |                  |                  |                  |                  |                  |                  |
|                     |                     |                     |                     |                     |                     |  |  |                     |                     |                     |                     |                     |                     |  |  |                    |                    |                    |                    |                    |                    |  |  |                  |                  |                  |                  |                  |                  |
|                     |                     |                     |                     |                     |                     |  |  |                     |                     |                     |                     |                     |                     |  |  | 二代目古今亭志ん五 |                    |                    |                    |                    |                    |  |  |                  |                  |                  |                  |                  |                  |
|                     |                     |                     |                     |                     |                     |  |  |                     |                     |                     |                     |                     |                     |  |  |                    |                    |                    |                    |                    |                    |  |  |                  |                  |                  |                  |                  |                  |
|                     |                     |                     |                     |                     |                     |  |  |                     |                     |                     |                     |                     |                     |  |  | 古今亭駒治         |                    |                    |                    |                    |                    |  |  |                  |                  |                  |                  |                  |                  |
|                     |                     |                     |                     |                     |                     |  |  |                     |                     |                     |                     |                     |                     |  |  |                    |                    |                    |                    |                    |                    |  |  |                  |                  |                  |                  |                  |                  |
|                     |                     |                     |                     |                     |                     |  |  |                     |                     |                     |                     |                     |                     |  |  | 古今亭志ん雀       |                    |                    |                    |                    |                    |  |  |                  |                  |                  |                  |                  |                  |
|                     |                     |                     |                     |                     |                     |  |  |                     |                     |                     |                     |                     |                     |  |  |                    |                    |                    |                    |                    |                    |  |  |                  |                  |                  |                  |                  |                  |
|                     |                     |                     |                     |                     |                     |  |  |                     |                     |                     |                     |                     |                     |  |  | 七代目古今亭志ん橋 |                    |                    |                    |                    |                    |  |  |                  |                  |                  |                  |                  |                  |
|                     |                     |                     |                     |                     |                     |  |  |                     |                     |                     |                     |                     |                     |  |  |                    |                    |                    |                    |                    |                    |  |  |                  |                  |                  |                  |                  |                  |
|                     |                     |                     |                     |                     |                     |  |  | 古今亭八朝†         |                     |                     |                     |                     |                     |  |  |                    |                    |                    |                    |                    |                    |  |  |                  |                  |                  |                  |                  |                  |
|                     |                     |                     |                     |                     |                     |  |  |                     |                     |                     |                     |                     |                     |  |  |                    |                    |                    |                    |                    |                    |  |  |                  |                  |                  |                  |                  |                  |
|                     |                     |                     |                     |                     |                     |  |  | 古今亭志ん輔        | 古今亭志ん輔        | 古今亭志ん輔        | 古今亭志ん輔        | 古今亭志ん輔        | 古今亭志ん輔        |  |  | 古今亭伝輔         | 古今亭伝輔         | 古今亭伝輔         | 古今亭伝輔         | 古今亭伝輔         | 古今亭伝輔         |  |  |                  |                  |                  |                  |                  |                  |
|                     |                     |                     |                     |                     |                     |  |  | 古今亭志ん輔        | 古今亭志ん輔        | 古今亭志ん輔        | 古今亭志ん輔        | 古今亭志ん輔        | 古今亭志ん輔        |  |  | 古今亭伝輔         | 古今亭伝輔         | 古今亭伝輔         | 古今亭伝輔         | 古今亭伝輔         | 古今亭伝輔         |  |  |                  |                  |                  |                  |                  |                  |
|                     |                     |                     |                     |                     |                     |  |  | 七代目桂才賀†       | 七代目桂才賀†       | 七代目桂才賀†       | 七代目桂才賀†       | 七代目桂才賀†       | 七代目桂才賀†       |  |  | 三代目桂やまと     | 三代目桂やまと     | 三代目桂やまと     | 三代目桂やまと     | 三代目桂やまと     | 三代目桂やまと     |  |  |                  |                  |                  |                  |                  |                  |
|                     |                     |                     |                     |                     |                     |  |  | 七代目桂才賀†       | 七代目桂才賀†       | 七代目桂才賀†       | 七代目桂才賀†       | 七代目桂才賀†       | 七代目桂才賀†       |  |  | 三代目桂やまと     | 三代目桂やまと     | 三代目桂やまと     | 三代目桂やまと     | 三代目桂やまと     | 三代目桂やまと     |  |  |                  |                  |                  |                  |                  |                  |
|                     |                     |                     |                     |                     |                     |  |  | 古今亭右朝†         |                     |                     |                     |                     |                     |  |  |                    |                    |                    |                    |                    |                    |  |  |                  |                  |                  |                  |                  |                  |
|                     |                     |                     |                     |                     |                     |  |  |                     |                     |                     |                     |                     |                     |  |  |                    |                    |                    |                    |                    |                    |  |  |                  |                  |                  |                  |                  |                  |
|                     |                     |                     |                     |                     |                     |  |  | 七代目古今亭志ん馬† |                     |                     |                     |                     |                     |  |  |                    |                    |                    |                    |                    |                    |  |  |                  |                  |                  |                  |                  |                  |
|                     |                     |                     |                     |                     |                     |  |  |                     |                     |                     |                     |                     |                     |  |  |                    |                    |                    |                    |                    |                    |  |  |                  |                  |                  |                  |                  |                  |

## 演目
- あくび指南
- 明烏
- 愛宕山
- 鮑のし
- 幾代餅 [いくよもち]
- 井戸の茶碗
- 居残り佐平次
- 今戸の狐
- 鰻の幇間
- 厩火事
- 大山詣り
- おかめ団子
- お茶汲
- お直し
- お化け長屋
- お見立て
- お若伊之助（因果塚の由来）
- 火焔太鼓
- 火事息子
- 刀屋（おせつ徳三郎）
- 片棒
- 替り目
- 岸柳島
- 御慶 [ぎょけい]
- 口入屋
- 蔵前駕籠
- 強情灸
- 甲府い
- 黄金餅
- 後生鰻
- 碁どろ
- 駒長
- 子別れ
- 佐々木政談
- 真田小僧
- 三軒長屋
- 三年目
- 三方一両損
- 三枚起請
- 品川心中
- 芝浜
- 素人鰻
- 真景累ヶ淵 豊志賀の死
- 酢豆腐
- 崇徳院
- 千両蜜柑
- 宗珉の滝
- 粗忽長屋
- 粗忽の使者
- そば清（蕎麦の羽織／羽織のそば／蛇含草）
- 大工調べ
- 代脈
- 高田馬場
- たがや
- 狸賽 [たぬさい]
- 茶金
- 付き馬
- 搗屋幸兵衛
- 佃祭
- 唐茄子屋政談
- 富久
- 中村仲蔵
- 二十四孝
- 二番煎じ
- 抜け雀
- 寝床
- 野ざらし
- 羽織の遊び
- 花色木綿（出来心）
- 浜野矩随
- 反魂香
- 引越しの夢
- 雛鍔 [ひなつば]
- 干物箱
- 百年目
- 船徳
- 文違い
- 風呂敷
- 文七元結
- へっつい幽霊
- 坊主の遊び
- 堀之内
- 水屋の富
- 宮戸川
- 妾馬（八五郎出世）
- もう半分
- 元犬
- 百川 [ももかわ]
- 宿屋の富
- 柳田格之進
- 山田吾一（男の勲章）
- 夢金
- 湯屋番
- 四段目
- らくだ
- 六尺棒
- 和歌三神

ほか

## 出演

### テレビ
- 1960年　クライマックス　人生はドラマだ（NTV）（第22回で志ん生の生涯をドラマ化）
- 1961年　スチャラカ社員（ABC）
- 1961年　若い季節（NHK）
- 1962年　マンモス家族（CX）
- 1963年　サンデー志ん朝（CX）
- 1963年　真打（NTV）（原作「寿限無の青春」。舞台版にも出演）
- 1963年　『7時にあいまショー』-進行役 坂本九の特集回はEMIミュージック・ジャパンより発売。（規格品番：TOBF-91050）
- 1964年　夢の芝浜（NTV）
- 1964年　奥さまはお人好し（NTV）
- 1964年　でっかく生きろ!（TBS）
- 1964年　他人のこと（NET）
- 1964年　ちゃっきり金太（NTV）
- 1964年　なんだかんだ（NTV）
- 1965年　ドライママ（NET）
- 1965年　たらちね（NHK）
- 1965年　奥様はトップレディ（NTV）
- 1965年　のれん太平記 第5シリーズ（CX） - 大川銀次
- 1966年　やじきた志ん幹線（TBS）
- 1966年　まんがシンチョー（CX）
- 1966年　用心ご用心（TBS）
- 1966年　新婚さん（TBS）（第7回「喧嘩旅行」）
- 1966年　ロボタン（CX）（主題歌）
- 1967年　てなもんや三度笠（ABC）
- 1968年　ごちそうさま（NTV）
- 1968年　東京コンバット（CX）
- 1968年　うちが愛したろくでなし（NTV）
- 1969年　きんらんどんす（CX）
- 1969年　空中都市008（NHK）
- 1969年　鬼平犯科帳 (八代目 松本幸四郎版) （木村忠吾役、生まれた子息の名前は役名から命名）
- 1969年　鞍馬天狗（NHK）
- 1972年　大江戸捜査網II（東京12チャンネル） - 中原祥馬
- 1972年　赤ひげ（NHK）
- 1973年　剣客商売（CX）
- 1974年　勝海舟（NHK、丑松役）
- 1975年　鬼平犯科帳(丹波哲郎版) （木村忠吾役、白鸚版から続投）
- 1977年　新・必殺からくり人（ABC、噺し家塩八役）- 旗本の家出身の噺家の役。スケジュールの都合で途中降板。
- 1977年　鳴門秘帖（NHK）（語り手）
- 1977年　おゆき（TBS）（語り手）
- 1981年　新・必殺仕事人（オープニングナレーション）
- 1981年　斬り捨て御免!  第2シリーズ  (ナレーション) 第二シリーズ‐第三シリーズ7話
- 1981年　10月13日 鬼平犯科帳 (萬屋錦之介) 第二シリーズ最終(26)話『用心棒』- 高木軍兵衛
- 1982年　二死満塁（CX）（ナレーター）
- 1983年　おりんさん（ナレーションだが最終回のみ出演した）母美濃部りんを姪志乃が演じた
- 1983年　OH!ワンダーランド（ANB）（2代目司会者）
- 1984年　志ん朝のチャレンジQ
- 1986年　あゝ専業主夫（CBC）(主演）
- 1989年　いまどき銀座物語ぼんぼん（CX） - 平四郎
- 1991年　出しゃばり看板娘の推理（ANB）
- 1991年　噺家カミサン繁盛記（CX）-かえる家小はん
- 1992年　森の石松　すし食いねェ！ご存じ暴れん坊一代（CX）
- 1992年　さくら家の人びと（NHK）
- 1993年　プライム10　にっぽん芸能列伝　古今亭志ん生を語る（NHK）
- 1994年 　山口瞳の「行きつけの店」（ナレーター、出演）（テレビ東京）
- 1996年　子を貸し屋（TX）（ナレーター）
- 2000年　次郎長三国志（TX）（ナレーター）
- 2001年　茂七の事件簿（NHK）（ナレーター）
- 2001年　9月6日　ニュースステーション、番組内「最後の晩餐」（テレビ朝日）
- 2001年　10月6日　古今亭志ん朝さんを悼む（NHK）
- 日本一もてる男
- おはよう名人会（TBS）
- 新春寄席（NHK）
- 日本の話芸（NHK）
- 東西落語名人会（NHK）
- TBS落語特選会（TBS）
- 枝雀寄席（ABC）
- BSジャズ喫茶（BS2）
- 女と男 聞けば聞くほど…（TBS、女性ゲストは日色ともゑ）

など

### ラジオ
- 1983年　志ん朝十三夜（文化放送）
- 2001年8月12日　ドキュメンタリードラマ「はなし塚異聞」（NHKラジオ第1）主人公「4代目ミカサテイ・ヒョウラク」役
- まわり舞台（TBSラジオ）
- ラジオ寄席（TBSラジオ）
- ビアホール名人会（TBSラジオ）
- ラジオ名人寄席（NHKラジオ第1）
- 辛口名人会（文化放送）
- ラジオ深夜便（NHKラジオ第1）
- 市田落語名人会（文化放送）
- 落語FM亭（NHK-FM）
- 真打ち競演（NHKラジオ第1）

### 映画
- 1962年 歌う明星 青春がいっぱい （東映）三島カメラマン役 ※映画初出演
- 1962年 若い季節（東宝）朝太役
- 1963年 独立美人隊（松竹）佐伯定男役
- 1963年 恋と出世に強くなれ！（松竹）金寿司の若旦那役
- 1963年 咲子さんちょっと（松竹）魚常の常吉役
- 1964年 続・若い季節（東宝）進藤朝太役
- 1964年 くたばれ！社用族（東宝）お清役
- 1967年 なにはなくとも全員集合!!（松竹）新川役
- 1968年 日本一の裏切り男（東宝）デモ中継のアナウンサー役
- 1969年 大日本スリ集団（東宝）レンコン役
- 1970年 喜劇 冠婚葬祭入門（松竹）新太郎役
- 1970年 裸でだっこ（大映）奥山勇役
- 1971年 喜劇 花嫁戦争門（松竹）里見信太郎役
- 1971年 女子学園 おとなの遊び（ダイニチ映配）高井宏役
- 1971年 喜劇 三億円大作戦（東宝）つけ馬役
- 1974年 あさき夢みし（ATG）藤原為家役
- 1994年 平成狸合戦ぽんぽこ（東宝・スタジオジブリ） ナレーター

### 舞台
- 1962年　寿限無の青春
- 1970年　東宝喜劇7月納涼爆笑公演　満月祭ばやし　俺はお殿さま
- 1981年　新編 たぬき
- 1996年6月　坊っちゃん（新橋演舞場）

### 独演会
川崎音協落語会（於川崎市立労働会館）
- 第1回 (1988/12/16)
  - 道具屋 - がた治
  - 二番煎じ - 志ん朝
  - Wモアモア
  - 紙入れ - 志ん朝
- 第2回 (1989/12/4)
  - つる - 歌若
  - 初天神 - 志ん上
  - 小言幸兵衛 - 志ん朝
  - 夢金 - 志ん朝
- 第3回 (1990/12/4)
  - 道灌 - 菊ぼう
  - 味噌倉 - 右朝
  - 粗忽の使者 - 志ん朝
  - お見立て - 志ん朝
- 第4回 (1991/11/18)
  - 錦明竹 - たい平
  - 権助魚 - 八朝
  - 妾馬 - 志ん朝
  - 芝浜 - 志ん朝
- 第5回 (1992/12/15)
  - たらちね - さん坊
  - 首屋 - 才賀
  - 試し酒 - 志ん朝
  - 小円歌
  - 火焔太鼓 - 志ん朝
- 第6回 (1993/12/13)
  - 転失気 - 菊之丞
  - 湯屋番 - 志ん上
  - 首提灯 - 志ん朝
  - 寝床 - 志ん朝
- 第7回 (1994/12/12)
  - 寄合酒 - 扇好
  - 抜け雀 - 志ん朝
  - 小正楽
  - 三枚起請 - 志ん朝
- 第8回 (1995/12/15)
  - 子ほめ - 志ん次
  - 柳田角之進 - 志ん朝
  - 皆子
  - 明烏 - 志ん朝
- 第9回 (1996/12/20)
  - 時そば - 志ん次
  - 干物箱 - 志ん朝
  - まねき猫
  - 富久 - 志ん朝
- 第10回 (1997/12/16)
  - 道具屋 - 三三
  - 蒟蒻問答 - 志ん朝
  - 小円歌
  - 坊主の遊び - 志ん朝
- 第11回 (1998/12/10)
  - 出来心 - 三三
  - 火事息子 - 志ん朝
  - とし松
  - 中村仲蔵 - 志ん朝
- 第12回 (1999/12/13)
  - 母恋いくらげ - 喬太郎
  - 幾代餅 - 志ん朝
  - 宿屋の富 - 志ん朝
- 第13回 (2000/12/25)
  - 弥次郎 - 菊若
  - 真田小僧 - 初代志ん五
  - 笑組
  - 井戸の茶碗 - 志ん朝

### CM
- 東京ガス（1969年 - 1978年）[20]
- 高級ふりかけ錦松梅
- 公共広告機構蛇口ひとひねり（1979年） ※ナレーター
- サントリービール モルツ （1990年）
- サッポロビール 2リッ樽 ※笑福亭仁鶴との共演
- ニチレイ 焼きおにぎり　※高田文夫との共演[12]
- 日本コカ・コーラ 清流茶房
- P&Gジャパン「アテント」
- 銀座松屋 お歳暮（1997年）*写真のみ

## 録音／録画作品

### 落語

#### CD・CD-BOX
- 『古今亭志ん朝 新選独演会』ソニー・ミュージックダイレクト DYCS-1009 2007年
  - Disc:1：明烏、船徳
  - Disc:2：居残り佐平次、雛鍔
  - Disc:3：愛宕山、宿屋の富
  - Disc:4：文七元結
  - Disc:5：芝浜、百川
  - Disc:6：大山詣り、粗忽の使者
  - Disc:7：井戸の茶碗、今戸の狐
  - Disc:8：三軒長屋、羽織の遊び
  - Disc:9：佃祭、搗屋幸兵衛
  - Disc:10：黄金餅、大工調べ
  - Disc:11：柳田格之進、蔵前駕籠
  - Disc:12：付き馬、三年目
  - Disc:13：二番煎じ、お茶汲み
  - Disc:14：崇徳院、御慶
  - Disc:15：堀の内、化物使い
- 『古今亭志ん朝 特選独演会』ソニー・ミュージックダイレクト DYCS-1010 2007年
  - Disc:1：お見立て、火焔太鼓
  - Disc:2：三枚起請、お若伊之助
  - Disc:3：唐茄子屋政談
  - Disc:4：富久
  - Disc:5：酢豆腐、鰻の幇間
  - Disc:6：寝床、刀屋
  - Disc:7：佐々木政談、夢金
  - Disc:8：碁どろ、お若伊之助
  - Disc:9：お直し
  - Disc:10：おかめ団子、茶金
  - Disc:11：百年目
  - Disc:12：お化け長屋、子別れ（下）
  - Disc:13：高田馬場、甲府い
  - Disc:14：代脈、干物箱
  - Disc:15：真田小僧、駒長
  - Disc:16：品川心中、抜け雀
  - Disc:17：火事息子、厩火事
  - Disc:18：真景累ヶ淵-豊志賀の死
  - Disc:19：特典盤CD「志ん朝、父母を語る」
- 『精選落語 古今亭志ん朝』ソニー・ミュージックダイレクト DYCW-1255 2007年
  - Disc:1：明烏、船徳
  - Disc:2：お見立て、火焔太鼓
  - Disc:3：品川心中、抜け雀
  - Disc:4：文七元結
- 『精選落語 古今亭志ん朝II』ソニー・ミュージックダイレクト DQCW-1555 2008年
  - Disc:1：居残り佐平次、雛鍔
  - Disc:2：黄金餅、大工調べ
  - Disc:3：唐茄子屋政談
  - Disc:4：酢豆腐、鰻の幇間
- 『志ん朝初出し』ソニー・ミュージックダイレクト MHCL-1671 2009年
  - Disc:1：水屋の富、五人廻し
  - Disc:2：犬の災難、三枚起請
  - Disc:3：火焔太鼓、坊主の遊び
  - Disc:4：ちきり伊勢屋（上）、崇徳院
  - Disc:5：火焔太鼓、鰻の幇間
  - Disc:6：大山詣り、小言幸兵衛
  - Disc:7：宮戸川、片棒、野晒し
  - Disc:8：幾代餅、紙入れ
  - Disc:9：四段目、風呂敷　＋インタビユー
  - Disc:10：へっつい幽霊、酢豆腐
  - Disc:11：妾馬、厩火事
  - Disc:12：三年目、火焔太鼓
- 『志ん朝十三夜』 文化放送 QRRS-20111 2011年
- 『志ん朝 東宝』 ソニー・ミュージックダイレクト MHCL-2577 2016年
- 『ＣＤブック　東横落語会　古今亭志ん朝』（全１巻）（2010年10月1日、小学館）[21] ISBN 9784094801248
- 『古今亭志ん朝 県民ホール寄席』（2016年9月21日、日本コロムビア）[22]
- 『古今亭志ん朝 大須演芸場 CDブック』（2012年6月15日、河出書房新社）[23] ISBN 9784309273099
- 『古今亭志ん朝 二朝会　CDブック』(2019年9月12日、河出書房新社）ISBN 978-4-309-29028-7

#### DVD
- 『落語研究会 古今亭志ん朝 全集 上』ソニー・ミュージックダイレクト MHBL-53〜60 2008年
  - Disc1：文七元結、火焔太鼓
  - Disc2：五人廻し、百年目
  - Disc3：二番煎じ、ぬけ雀、四段目
  - Disc4：大工調べ、宿屋の富、浜野矩随
  - Disc5：愛宕山、酢豆腐、三方一両損
  - Disc6：寝床、鰻の幇間、夢金
  - Disc7：大山詣り、子別れ・下、品川心中
  - Disc8：反魂香、口入屋、井戸の茶碗
- 『落語研究会 古今亭志ん朝 全集 下』 ソニー・ミュージックダイレクト MHBL-99〜106 2008年
  - Disc1：火焔太鼓、五人廻し、抜け雀
  - Disc2：船徳、厩火事、芝浜
  - Disc3：黄金餅、三枚起請、宗珉の滝
  - Disc4：居残り佐平次、今戸の狐
  - Disc5：お若伊之助、つき馬、締め込み
  - Disc6：お直し、富久、もう半分
  - Disc7：文違い、搗屋幸兵衛、化物使い
  - Disc8：柳田格之進、唐茄子屋政談

上記ソニーのDVD全集はセット販売のみであったが、2024年9月より順次1枚ずつの分割販売が開始された。
- 『平成狸合戦ぽんぽこ』 ウォルト・ディズニー・スタジオ・ホーム・エンターテイメント VWDZ-8020 2002年
  - 特典ディスク：狸賽（特別語りおろし）

#### CD+DVDセット
- 『志ん朝三十四席』（DVD全8巻(23席)＋CD全5巻(11席)）NHKエンタープライズ 2015年 [25]

#### CDブックス
- 『落語　昭和の名人決定版（1）古今亭志ん朝１』（小学館、2009年1月）
- 『落語　昭和の名人完結編（2）古今亭志ん朝１』（小学館、2011年2月）
- 『落語　昭和の名人完結編（7）古今亭志ん朝２』（小学館、2011年5月）
- 『落語 昭和の名人極め付け（17）古今亭志ん朝』（小学館、2019年9月）
- 『昭和落語名演秘蔵音源CDコレクション』アシェット・コレクションズ・ジャパン 2024年2月～[26]（隔週刊）

落語協会百周年記念商品。「志ん朝」と銘打ってはいないが、全127号中64号までは1958年以降のラジオ局5社（TBSラジオ、文化放送、ニッポン放送、ABCラジオ、STVラジオ）で放送された古今亭志ん朝の未発表音源が中心。監修・解説：京須偕充（創刊号～第3号）、解説：長井好弘（第4号～）、監修：東京かわら版編集部（第4号～）、写真：横井洋司。
1. 明烏（真打昇進披露口上付、1962年）、富久（朝太・馬生・志ん生のリレー落語）
2. 大工調べ、鰻の幇間
3. 抜け雀、火焔太鼓
4. 宮戸川、三枚起請
5. 唐茄子屋政談（上）（下）
6. 化け物使い、愛宕山
7. 付き馬、たが屋
8. 酢豆腐、茶金
9. 猫の皿、お若伊之助
10. 雛鍔、妾馬
11. 寝床、崇徳院
12. 五人廻し、搗屋幸兵衛
13. 二番煎じ、厩火事
14. 干物箱、火焔太鼓
15. 坊主の遊び、もう半分
16. 品川心中、幾代餅
17. 船徳、三年目
18. 宿屋の富、四段目
19. 抜け雀、大山詣り
20. 夢金、へっつい幽霊
21. 子は鎹、王子の狐
22. 明烏（1990年）、井戸の茶碗
23. 化物使い、紙入れ
24. 酢豆腐、居候
25. 火焔太鼓、鰻の幇間
26. 小言幸兵衛、野晒し
27. おかめ団子、お見立て
28. 大工調べ、水屋の富
29. 試し酒、風呂敷
30. お化け長屋、強飯の遊び
31. 大山詣り、幾代餅
32. 干物箱、品川心中
33. 抜け雀、長短
34. 宿屋の富、妾馬
35. 明烏（1985年）、坊主の遊び
36. 口入屋、火焔太鼓
37. 高田馬場、搗屋幸兵衛
38. お若伊之助、化物使い

発行を記念して、2024年2月23日、文化放送では「古今亭志ん朝を語る夜」（出演：林家正蔵、林家たい平）、TBSラジオでは「ちょいといい噺を聴きたくなってきた今、ふたたびの古今亭志ん朝」（出演：毒蝮三太夫、外山恵理、大沢悠里）を放送。20日、文化放送で正蔵・たい平・毒蝮・長井好弘・佐藤友美による記者会見が行われた。

### 落語以外

#### 朗読
- 星寄席 「戸棚の男」 原作：星新一 （ビクターレコード）1978年11月
- 鬼平犯科帳　原作：池波正太郎　CD版（日本音声保存）2005年2月
  - 巻一「本所・桜屋敷」　巻二「埋蔵金千両」　巻三「盗法秘伝」　巻四「血闘」

　　※カセット版は文藝春秋より1988年〜1989年に発売された。

#### 唄
- ソロバン節／ないないづくし（東芝レコード）JP-1595/1963.8発売
- 野次馬大将／すんなり来たね（東芝レコード）JP-1610/1963.10発売
- ロボタンの歌（withボーカルショップ）／ロボタンマーチ（歌：ハニーナイツ）（テイチク）KT-3/1966発売（A面のみ歌唱）

#### 語り
- ミミカレコード　※EPレコード10枚組童話集
- 山本直純フォエヴァー 〜歴史的パロディー・コンサート 「ピーターと狼」（コロムビア）2003年4月

#### その他
- 『新必殺からくり人 東海道五十三次殺し旅 DVD-BOX』 キングレコード KIBF-98038
  - Disc1：第1話「日本橋」、第2話「戸塚」、第3話「三島」
  - Disc2：第4話「原宿」、第5話「府中」、第6話「日坂」
  - Disc3：第7話「荒井」、第8話「藤川」、第9話「鳴海」
  - Disc4：第10話「桑名」、第11話「庄野」、第12話「大津」、第13話「京都」

### 志ん朝を扱った作品
- アナザーストーリーズ 運命の分岐点「落語を救った男たち　天才現る！古今亭志ん朝の衝撃」（NHK BSプレミアム、2017年6月13日)

## 著書
- 『えーちょっと伺います 古今亭志ん朝対談』（読売新聞社、1980年）
- 『志ん朝の日本語高座』（斎藤明と共著、PHP研究所、1985年）
  - 改題『志ん朝の風流入門』（ちくま文庫、2002年）
- 『志ん朝のあまから暦』（斎藤明と共著、淡交社、1991年）（河出文庫、2005年）
- 『志ん朝の落語』〈全6冊〉（京須偕充編集、ちくま文庫、2003年 - 2004年）
- 『世の中ついでに生きてたい』（河出書房新社、2005年）（河出文庫、2011年）
- 『もう一席うかがいます。』（河出書房新社、2006年）

## 受賞歴
- 1972年（昭和47年）昭和46年度 第22回 芸術選奨新人賞 大衆芸能部門
- 1975年（昭和50年）昭和49年度 第3回 日本放送演芸大賞  大賞
- 1980年（昭和55年）昭和54年度 第17回 ゴールデン・アロー賞 芸能賞
- 1992年（平成4年）平成3年度 「スターの広場」手型顕彰
- 1994年（平成6年）平成5年度 第10回 浅草芸能大賞 大賞
- 2001年（平成13年）平成12年度 第51回 芸術選奨 文部科学大臣賞 大衆芸能部門

## 関連作品
テレビドラマ
- 大河ドラマ『いだてん ～東京オリムピック噺～』、NHK、2019年、演：森山未來
- プレミアムドラマ『人生、成り行き ～ 天才落語家・立川談志 ここにあり』、NHKBS2、2013年）演：マギー
- 「BS笑点ドラマスペシャル 笑点をつくった男 立川談志」、BS日テレ、2022年、演：マギー

## その他の志ん朝
- 初代古今亭志ん朝 - 後∶十代目金原亭馬生
- 二代目古今亭志ん朝 - 当項目で記述

戦後まもなく五代目古今亭志ん生に入門。古今亭志ん一から1948年3月に志ん朝と改名。1949年5月まで落語協会の名簿に見えるが7月にはなくその頃廃業したと思われる。通称「魚屋の志ん朝」。本名∶金田 睦男。
一部資料ではこの志ん朝については触れず美濃部強次の志ん朝を二代目とすることもあり、強次自身の真打ち昇進披露口上時の音源においては、二代目古今亭志ん朝としている。